# Ушаково (Озёрский район)
Ушаково (до 1946 года — Штрёпкен, нем. Ströpken) — посёлок в Озёрском городском округе Калининградской области. Входит в состав Озёрского городского поселения.

## География
Посёлок расположен в 1,5 км на восток от Озёрска. До окончания Второй мировой войны в посёлке располагалась железнодорожная станция на линии Даркемен — Гольдап.

## История
Первое упоминание о селении имеется в церковных книгах 1701/02 годов, где оно называлось Мацайчен. В 1729 году Мацайчен получил имя Штребек, которое позже адаптировалось к прусскому наречию как Штрёпкен. В 1874 года Штрепкен был отнесен к недавно образованному сельскому округу Веедерн в округе Даркемен Восточной Пруссии.
После Второй мировой войны в ноябре 1947 года местечку было присвоено русское название Ушаково, одновременно оно было передано в состав Багратионовского сельсовета Озерского района. С 2008 по 2014 год посёлок входил в состав Озерское городского поселения, с 2020 года - в составе Озерского муниципального округа.

## Население
| 1818 | 1863 | 1910 | 1925 | 1933 | 1939 | 2002 |
| ---- | ---- | ---- | ---- | ---- | ---- | ---- |
| 65   | ↗79  | ↗207 | ↗244 | ↗251 | ↗259 | ↘136 |
| 2010 | 2014 |      |      |      |      |      |
| ↘125 | ↘120 |      |      |      |      |      |